# Gulbrandsøyna
Gulbrandsøyna est une île norvégienne dans le comté de Hordaland. Elle appartient administrativement à Herdla.

## Géographie
Rocheuse et couverte d'une légère végétation, elle s'étend sur environ 1,2 km de longueur pour une largeur approximative de 497 m. Reliée par un pont, elle comporte une route principale et quelques habitations.